# Scatti pericolosi
Scatti pericolosi (Striking Poses) è un film del 1999, che vede come protagonista Shannen Doherty e Aidan Devine

## Trama
Quando un paparazzo per una rivista tabloid si ritrova inseguito da un cacciatore senza scrupoli, è determinato a uscire da questo gioco mortale in vita, e ricco in modo indipendente.